# 2022年の出版
2022年の出版（2022ねんのしゅっぱん）では、2022年の出版に関する出来事についてまとめる。
2021年の出版 - 2022年の出版 - 2023年の出版

## 出版関係の出来事
出版社の設立・倒産、文庫・新書の創刊、雑誌の創刊・休刊、ミリオンセラーの出版などを記載。特記した場合を除き、創刊、休刊・廃刊、復刊の日付は、それぞれ創刊号、最終号、復刊号の発売日である。 

### 1月
- 11日 - 昭文社ホールディングス傘下で地図や旅行ガイドの発行を手掛ける昭文社は、「コロナの影響で主力の出版事業が厳しい状況にある」として満41歳以上の正社員を対象に希望退職者を募ることを発表[1]。その後希望退職の人数が全従業員の約6%に当たる19名となったことを公表した。19名は3月31日付で退職となった[2]。
- 21日
  - 筑摩書房、中央公論新社、河出書房新社、角川春樹事務所の4社は文庫本用の用紙を王子製紙と共同開発し、2月以降に刊行するものから順次共通化することがこの日判明。用紙の確保と調達価格の安定化が目的。また一部の出版社が4社に追随する動きがある[3]。
  - 鉄道雑誌『レイルマガジン』（ネコ・パブリッシング、1983年創刊）がこの日発売の第453号をもって定期刊行を終了。不定期刊行化に移行[4]。

### 2月
- 1日 - 講談社、集英社、小学館、KADOKAWAの4社は、インターネット上で漫画作品を海賊版サイトに無断で配信し、出版の権利を侵害しているとして、米国のIT企業「Cloudflare（クラウドフレア）」に対して配信の差し止め及び約5億600万円の損害賠償を請求する訴訟を東京地方裁判所（以下東京地裁と表記）に起こした[5]。
- 2日 - 産経新聞出版は、1月27日に発売した『STAGEnavi』（ステージナビ）第64号に掲載したジャニーズ事務所所属アイドルが出演した舞台を取り上げたレポート記事で、SNSに掲載されていた文章から盗用した箇所が複数あったとして公式サイトなどで謝罪した[6]。
- 3日 - 小学館の漫画雑誌『週刊少年サンデー』の表紙を海賊版サイトに誘導する「リーチサイト」に無断掲載し、小学館の著作権を侵害したとして、警視庁東村山署はサイトを運営していた埼玉県狭山市の男を書類送検した[7]。
- 22日 - 一迅社発行の月刊コミック誌『まんが4コマぱれっと』（2006年創刊）がこの日発行の4月号をもって休刊。休刊は1月21日発売の同誌3月号において発表された。掲載中の作品については媒体を変更の上で継続する見込み[8]。

### 3月
- 3日 - 小学館傘下の演劇出版社が刊行し、日本で唯一の歌舞伎専門月刊誌だった『演劇界』がこの日発売の4月号をもって休刊。1943年の創刊から数えて78年の歴史に幕[9]。
- 4日 - 宗教法人「幸福の科学」総裁の大川隆法の長男が書いた書籍で名誉を傷つけられたとして、同法人が長男と発行した文藝春秋を相手取り5500万円の損害賠償と本の出版差し止めを求めた裁判で、東京地裁は一部の記述が名誉毀損に該当することを認め長男と同社に121万円を支払うよう命じたが、出版差し止め請求は棄却した。判決について同社は「判決の一部に不服があるため控訴する」とのコメントを発表した[10]。
- 14日 - 2019年に幻冬舎新書として刊行した今井良の著作『内閣情報調査室』に共同通信の記事を盗用した箇所が複数あったことがこの日明らかとなり、出版元の幻冬舎は同書の回収及び絶版措置を取ることを発表。一方今井も記事の盗用を認めると共に、他の出版社から刊行した著書でも盗用を行っていることを明かしたため各社は事実確認を調べている[11]。
- 19日 - 2020年1月に休刊し、3か月後に発売元を双葉社に変更して復刊した『映画秘宝』が、「営業上の経営判断」を理由にこの日発売の5月号をもって再び休刊。同誌を巡っては復刊当時の編集長が2021年1月にTwitter上で不適切な発言を行い辞任。しかしその後も正式な謝罪や経緯説明がないまま今日に至っており、同年12月には編集部員5人が編集業務を委託しないことを表明するなど混乱が続いていた[12][13]。
- 23日 - 2017年12月発売号をもって休刊したファッション誌『Zipper』が季刊誌として復刊。祥伝社を発売元とする[14][15]。
- 28日 - 講談社が発行し、創刊から40年の歴史を誇るファッション月刊誌『with』がこの日発売の5月号をもって定期刊行を終了し、適時刊行に移行[16]。
- 30日 - NHKサービスセンター発行のテレビ番組情報誌『NHKウイークリーステラ』（1990年創刊）がこの日発売の4月8日号を以て休刊。32年の歴史に幕。休刊理由として電子番組表の普及、またインターネット上で簡単に最新の番組情報が入手可能になったとしている[17]。

### 4月
- 15日 - 長野県の月刊タウン情報誌『KURA』（2001年創刊）の編集・発行を手掛けていた「まちなみカントリープレス」（長野市）が長野地方裁判所から破産開始決定を受け倒産。『KURA』も今年2月に休刊を発表していた[18]。

### 5月
- 26日 - ベースボール・マガジン社が発行するスポーツ専門雑誌『ボクシング・マガジン』（1956年6月創刊）、『ソフトボール・マガジン』（1977年創刊）、『近代柔道』（1979年創刊）の三誌などが今夏を以て休刊する方針であることがこの日判明。昨今の出版不況による同社の経営再建策の一環であるという[19]。このうち、『ボクシング・マガジン』が7月15日発売の8月号をもって[20]、また『近代柔道』も7月22日発売の8月号をもって休刊することが発表された[21]。

### 6月
- 9日 - 男性ファッション月刊誌『SENSE』（株式会社センス発行、2000年創刊）がこの日発売の7月号をもって休刊[22]。
- 17日 - 教科書大手の東京書籍が、業界団体である「教科書協会」の自主ルールに反して2017年から2021年の間に「教育課題アドバイザー」として委嘱した延べ22名の現職教員に対して報酬を支払い、文部科学省から行政指導を受けていたことがこの日の読売新聞電子版の報道によって明らかになった[23]。
- 30日 - ぶんか社グループの楽楽出版が会社を解散。写真芸能事業は文友舎へ、その他の事業はぶんか社にそれぞれ移管した[24]。

### 7月
- 1日 - デアゴスティーニがロゴマークを変更[25]
- 4日 - 主に語学関連書籍を発行していた第三書房（東京都新宿区）が6月30日をもって事業を停止し、弁護士に破産申請を一任したことがこの日判明[26]。その後7月20日に東京地裁から破産手続き開始決定を受けた[27]。負債総額は信用調査会社・東京商工リサーチによると約1億3000万円余りに上る[26]。
- 25日 - 大洋図書の男性ファッション月刊誌『MEN'S KNUCKLE（メンズナックル）』（2004年4月創刊）[注 1]がこの日発売の9月号をもって休刊[28]。
- 28日 - 閉鎖された海賊版サイト『漫画村』を巡り、集英社・小学館・KADOKAWAの出版3社はこの日、著作権法違反などで既に有罪判決が確定している元運営者に対し総額約19億3000万円の損害賠償を求める訴訟を東京地裁に起こした[29]。

### 8月
- 1日 - 1989年に月刊誌として創刊し、その後本年3月26日発売の5月号をもって季刊誌に移行したばかりの音楽雑誌『GiGS』（シンコーミュージック・エンタテイメント）がこの日更新した同誌の公式サイト及びTwitterにおいて、「6月27日発売の8月号をもって休刊する」旨を発表した[30][31]。

### 10月
- 18日 - エンタメ＆ポップカルチャー隔月誌『Purizm(プリズム)』（一迅社発行、2020年創刊）がこの日発売のvol.12をもって休刊[32]。

### 11月
- 7日 - アスク出版が発行している日本語能力試験のテキスト本『日本語総まとめ N3 読解』の「英語・中国語・韓国語版」（2010年刊行）及び「英語・ベトナム語版」（2015年刊行）に記載されている例文の中に、ドメスティックバイオレンス（DV）を彷彿させる不適切な描写があったとして、同社は公式サイト等で謝罪すると共に内容変更することを発表した[33][34]。
- 9日 - 集英社の漫画雑誌『週刊少年ジャンプ』1984年12月3日発行の51号の複製本をインターネットオークションで販売し、同社の著作権を侵害したとして、石川県警生活安全捜査課及び津幡署は著作権法違反の疑いで東京都墨田区に住む50歳の会社役員の男を逮捕。同号には鳥山明原作の人気漫画『ドラゴンボール』の第1話が収録されていた。同署や同誌編集部によると正規品はホチキス止めされているのに対し、複製本はのり付けされていたという。これを受けて同社は同誌公式サイトにおいて注意喚起した[35][36]。
- 30日 - スポーツ新聞『道新スポーツ』（北海道新聞HotMedia発行、1982年創刊、サンケイスポーツと提携）がこの日で紙面発行を休止[37]。

### 12月
- 1日 - 2022年年間ベストセラー（日販とトーハン）が個々に発表され、1位はともに『80歳の壁』であった[38]。
- 5日 - 『週刊薬事新報』など主に薬剤師向けの書物を刊行していた薬事新報社（東京都中央区）がこの日をもって事業を停止し、12月14日に東京地裁から破産開始決定を受けた。負債総額は約2700万円[39]。
- 6日 - アルクが発行する月刊英語学習誌『ENGLISH JOURNAL』（1971年創刊）がこの日発売の2023年1月号をもって休刊。同社は休刊理由として「紙の定期刊行物として維持困難である」と説明[40]。
- 24日 - 地方競馬・金沢競馬の専門誌『競馬ホクリク』（1948年創刊）が代表者の持病の悪化を理由にこの日の発行をもって廃刊[41]。
- 28日 - 角川春樹事務所発売の月刊ファッション誌『Popteen』（1980年創刊）がこの日発売の2023年2月号をもって休刊。WEBメディア『Popteen Media』に移行。休刊理由をデジタル化の影響、物価高の影響によるコスト上昇で税込み900円の価格維持が困難とした[42]。